# Glucose-6-phosphate
Le glucose-6-phosphate est un composé organique abondant dans les cellules vivantes dans la mesure où l'essentiel du glucose qui pénètre dans une cellule est phosphorylé sur son carbone 6. Il s'agit d'un métabolite de départ tant pour la glycolyse que pour la voie des pentoses phosphates, et il peut également être converti en glycogène ou en amidon pour être stocké.

## Conversion du glucose en glucose-6-phosphate
|                         | + ATP → ADP + |                     |
| Glucose                 |               | Glucose-6-phosphate |
| Hexokinase – EC 2.7.1.1 |               |                     |
Cette réaction nécessite un cation Mg2+ comme cofacteur et consomme une molécule d'ATP pour phosphoryler chaque molécule de glucose. Elle contribue à maintenir la concentration en glucose relativement basse dans le cytoplasme afin de faciliter l'entrée de molécules de glucose supplémentaires. De surcroît, le glucose-6-phosphate ne peut plus quitter la cellule, car la membrane plasmique n'a pas de transporteur pour cette molécule. Selon les circonstances, ce glucose-6-phosphate peut connaître plusieurs destinées :
- si le glucose-6-phosphate et l'ATP sont abondants, le glucose-6-phosphate est mis en réserve sous forme de glycogène par la glycogénogenèse ;
- s'il manque de l'ATP et des squelettes carbonés pour les biosynthèses, le glucose-6-phosphate est dégradé par la glycolyse ;
- s'il manque du NADPH + H+ et du ribose-5-phosphate, le glucose-6-phosphate est dégradé par la voie des pentoses phosphates.

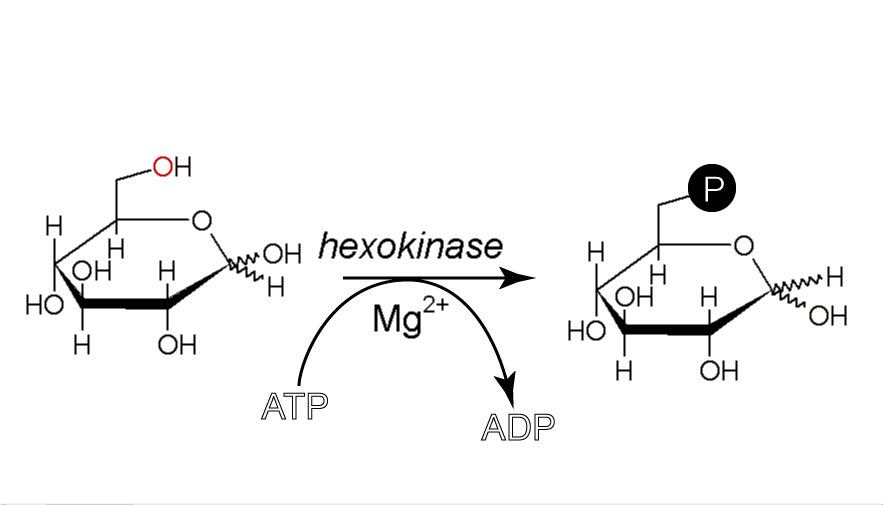
Synthèse du glucose-6-phosphate par une hexokinase à partir de glucose.

## Dégradation du glucose-6-phosphate par la glycolyse
Pour un article plus général, voir glycolyse.
|                                            | {\displaystyle \rightleftharpoons } |                      |
| Glucose-6-phosphate                        |                                     | Fructose-6-phosphate |
| Glucose-6-phosphate isomérase – EC 5.3.1.9 |                                     |                      |
L'α-D-glucose-6-phosphate est isomérisé en β-D-fructose-6-phosphate par la glucose-6-phosphate isomérase. Cette réaction est réversible, et demeure orientée vers la droite en raison de la concentration en β-D-fructose-6-phosphate, maintenue assez faible du fait de sa consommation immédiate par l'étape suivante de la glycolyse.

## Régénération du glucose-6-phosphate
La régénération du glucose-6-phosphate peut intervenir de deux façons :
- la glycogénolyse à partir du glycogène ;
- la néoglucogenèse à partir du pyruvate.

## Avantages de la phosphorylation du glucose
La phosphorylation du glucose en glucose-6-phosphate permet le maintien du substrat dans la cellule. En effet lorsque le glucose est phosphorylé, il ne diffuse pas facilement à travers la membrane cellulaire.
Par ailleurs la conversion rapide en glucose-6-phosphate permet de favoriser la diffusion du glucose à l'intérieur de la cellule : la diminution de la concentration du glucose intracellulaire permet la formation d'un gradient. La cellule peut alors continuer à absorber du glucose.
Enfin la phosphorylation du glucose est le premier point de contrôle de la glycolyse : une augmentation de la concentration en G6P entraîne l'inhibition de l'hexokinase.
Lorsque la quantité de glucose-6-phosphate est élevée, il va y avoir inhibition par effet allostérique de l'hexokinase qui le produit à partir du glucose. La concentration en glucose-6-phosphate va alors rester en équilibre. Dans le foie, la glucokinase, variante de l'hexokinase qui intervient dans le contrôle de la glycémie, ne sera pas régulée par le glucose-6-phosphate.

### Pour l'utilisation du glucose-6-phosphate
- Glycogénogenèse
- Glycolyse
- Voie des pentoses phosphates

### Pour la régénération du glucose-6-phosphate
- Glycogénolyse
- Néoglucogenèse